# Locus amoenus

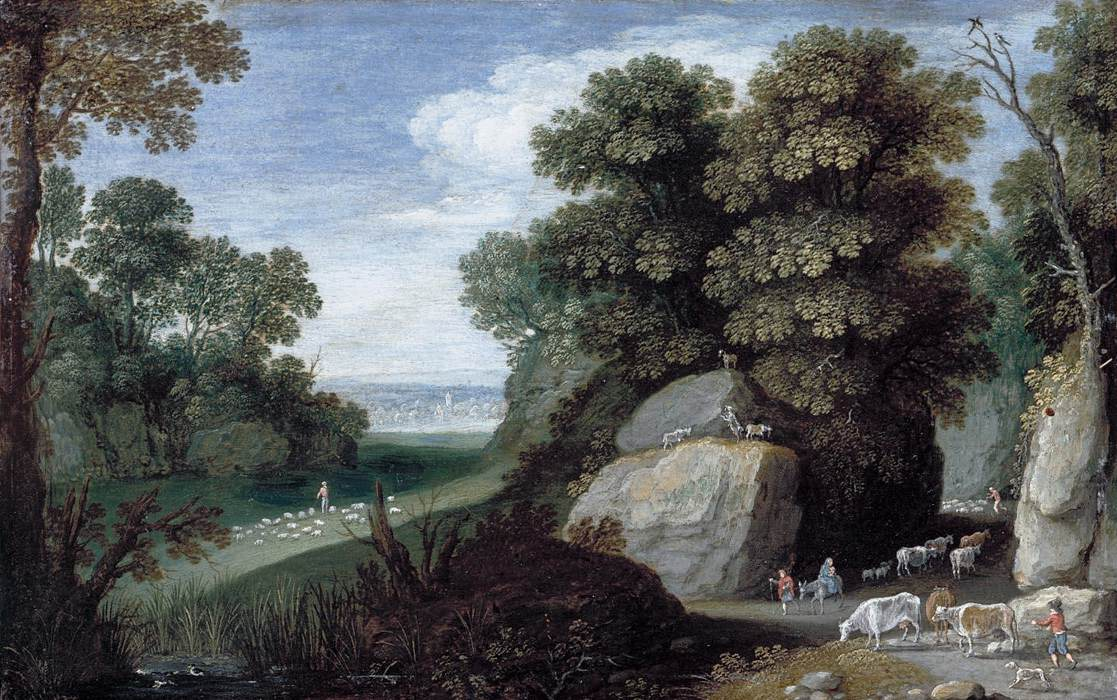
Мартин Рикерт.
Пасторальный горный пейзаж (нач. XVII века)

Locus amoenus (лат. «приятная местность, прелестный уголок», произносится [ˈlokus aˈmɔɪnus]) — возникшее в европейской Античности и развитое в Средневековье представление об идеализированном месте на земле, где человек существует в абсолютной гармонии с природой. Этот европейский аллегорико-мифологический образ использовался в риторической традиции в качестве символа союза человека и природы, он повлиял на европейское изобразительное искусство, богословие, литературу, садово-парковое искусство, ландшафтный дизайн и градостроительство, а через них — на культуру усадебной жизни и дачного загородного отдыха, пикников и проч. Топос locus amoenus был подробно рассмотрен Э. К. Курциусом в книге «Европейская литература и латинское Средневековье» (нем. Europäische Literatur und lateinisches Mittelalter, 1948).

## Элементы топоса
По Курциусу, минимальный набор элементов топоса включает упоминание деревьев, луга, ручья или родника, к которым могут добавляться пение птиц, цветы, лёгкий ветерок.

## История образа
Возникшее в Древней Греции и впервые появившееся у Гомера идеализированное представление о мирной жизни на лоне природы в некой отдаленной местности получило масштабную разработку в древнеримской поэтико-риторической традиции и в классическую эпоху обрело свой законченный вид: например, в «Буколиках» Вергилия идеальный мир сельской пастушеской общины в легендарной Аркадии, живущей в гармонии с природой вдали от излишеств и тревог городской жизни, мир, в котором замедляется сам неумолимый ход времени, стал одним из наиболее влиятельных образов мировой поэзии. На фоне идиллических природных картин в духе locus amoenus происходят, в частности, романтические любовные встречи. К концу классического периода образ «прекрасного места» приобретает черты литературного штампа. Трансформацию природного топоса предпринял Овидий в книге «Метаморфозы»: в его сюжетах «приятные места» таят опасности, переполнены скрытыми угрозами, чреваты гибелью, насилием, сумасшествием.
В раннем средневековом европейском мировоззрении топос идиллической природы тесно сплетается с образом недостижимо-прекрасного рая, представляющего собой поражающую воображение природную картину, в которой царит вечная весна, текут прохладные ручьи, поют удивительные птицы, мирно бродят звери, цветут необыкновенные цветы и растут прекрасные деревья. При этом образ locus amoenus устойчиво связывался с идеей культивирования, возделывания, приложения божественных или человеческих усилий, это именно сад («вертоград») в отличие от locus horridus, лесной чащи.
Преобразование места из locus horridus в locus amoenus — распространённый мотив легенд об основании монастырей. Гортологическая деятельность монахов, садоводство и огородничество, выращивание культурных и лекарственных растений при монастырях также естественным образом укладывалось в идею религиозного «возделывания своего сада», преобразования и гармонизации среды под влиянием христианской идеи приближения к Эдему, райскому саду, в ходе трудовой праведной жизни.